# 珀利希
珀利希是德国莱茵兰-普法尔茨州的一个市镇。总面积3.21平方公里，总人口429人，其中男性200人，女性229人（2011年12月31日），人口密度134人/平方公里。